# Шпијунска веза
„Шпијунска веза” је југословенски ТВ филм из 1980. године. Режирао га је Бранко Иванда а сценарио су написали Ђорђе Личина и Мирко Саболовић.

## Улоге
| Глумац            | Улога |
| ----------------- | ----- |
| Звонимир Ференчић |       |
| Дубравка Гал      |       |
| Илија Ивезић      |       |
| Зденко Јелчић     |       |
| Јагода Калопер    |       |
| Драго Клобучар    |       |
| Свен Ласта        |       |
| Звонко Лепетић    |       |
| Драго Митровић    |       |

Остале улоге  ▼
| Глумац            | Улога |
| ----------------- | ----- |
| Жарко Поточњак    |       |
| Недим Прохић      |       |
| Звонимир Торјанац |       |
| Златко Витез      |       |